# Okrężnica (roślina)
Okrężnica (Hottonia L.) – rodzaj roślin wodnych z rodziny pierwiosnkowatych. Obejmuje dwa gatunki – okrężnicę bagienną H. palustris i H. inflata. Pierwszy występuje w Europie, w tym także w Polsce, a drugi w centralnej i wschodniej części Ameryki Północnej. Naukowa nazwa rodzajowa upamiętnia holenderskiego botanika – Petrusa Hottona (1648-1709).

## Morfologia
PokrójRośliny jednoroczne (H. inflata) i byliny (H. palustris) o pędach pływających, w szczytowej części podnoszących się lub wyprostowanych. Rośliny bez kłącza, korzenie cienkie, włókniste.
LiścieZanurzone i pływające na powierzchni wody, wyrastają wzdłuż łodygi skrętolegle, naprzeciwlegle i w okółkach. Blaszka liściowa szerokoeliptyczna, jest podzielona pojedynczo lub podwójnie na równowąskie do nitkowatych odcinków. Ogonek liściowy obecny, czasem oskrzydlony.
KwiatyWyrastają na wznoszących się nad powierzchnię wody gronach powstających pojedynczo u młodych roślin lub w liczbie do 15 u starszych. Każde grono składa się z 3–10 okółków, a w każdym z okółków wyrasta 3–10 kwiatów, każdy wsparty przysadką. Kwiaty są siedzące i szypułkowe, na szypułkach prosto wzniesione lub rozpostarte. Kielich dzwoneczkowaty składa się z 5 zielonych działek, o łatkach na końcach dłuższych od rurki. Płatków korony jest 5. Są one barwy białej, żółtej lub fioletowej, zrośnięte u nasady w rurkę, z wolnymi końcami prosto wzniesionymi, zaokrąglonymi.
OwoceKuliste torebki zawierające 100 do 200 nasion. Nasiona kanciaste do kulistych, brązowe do czerwonobrązowych, z łupiną mniej lub bardziej wyraźnie siateczkowatą.
Różnice między gatunkamiH. inflata różni się od okrężnicy bagiennej dętymi osiami kwiatostanów, mniejszymi kwiatami o płatkach nie dłuższych od działek kielicha.

## Systematyka
Rodzaj należy do podrodziny Primuloideae w obrębie rodziny pierwiosnkowatych Primulaceae. W obrębie podrodziny rodzaj ten tworzy monofiletyczny klad wspólnie z rodzajami: urdzik Soldanella, Bryocarpum i Omphalogramma.
Wykaz gatunków
- Hottonia palustris L. – okrężnica bagienna
- Hottonia inflata Elliott